# Wicko Morskie
Wicko Morskie (niem. Vietzkerstrand) – osada w Polsce położona w województwie zachodniopomorskim, w powiecie sławieńskim, w gminie Postomino nad jeziorem Wicko.
Osada jest częścią składową sołectwa Jezierzany. W pobliżu miejscowości znajduje się Centralny Poligon Sił Powietrznych oraz nieczynne lotnisko wojskowe.

## Historia
Pierwsza wzmianka o Wicku Morskim pochodzi z 1789. W końcu XIX w. Wicko miało dwóch właścicieli. Na początku lat 30. XX w., osada liczyła ponad 300 mieszkańców, którzy trudnili się rybołówstwem i rolnictwem. W 1934 rozpoczęto nieopodal miejscowości budowę nowoczesnej bazy lotniczej. Obecnie obiekt, po wielokrotnych przekształceniach, pełni funkcję specjalistycznego poligonu wojskowego.
W latach 1975–1998 miejscowość administracyjnie należała do województwa słupskiego.